# Rabka-Zdrój
Rabka este un oraș în județul Nowy Targ, Voievodatul Polonia Mică, cu o populație de 13.052 locuitori (2008) în sudul Poloniei.
Acesta este situat între Cracovia și Zakopane într-o vale pe versantul nordic al Munților Gorce, unde râurile Poniczanka și Słonka se alătură râului Raba. Există o populație semnificativă de gorali din oraș.
Rabka a fost cunoscut pentru sarea sa și de la 1864 a devenit un centru balneo-climaterică populară. Primul centru de tratament pentru copii a fost stabilit câțiva ani mai târziu și continuă și azi. Hidroterapia continuă să fie utilizată în spitalul local și sanatorii.
Muzeul Władysław Orkan, găzduit într-o fostă biserică de lemn în secolul al XVII-lea, incluzând o colecție de sculpturi populare și picturi pe sticlă.
Există un muzeu de cale ferată în aer liber în apropiere, în Chabówka.
Maria Kaczynska, căsătorită cu Lech Kaczyński (fostul președinte al Poloniei), a fost educată în Rabka.